# 安達臣道石礦場

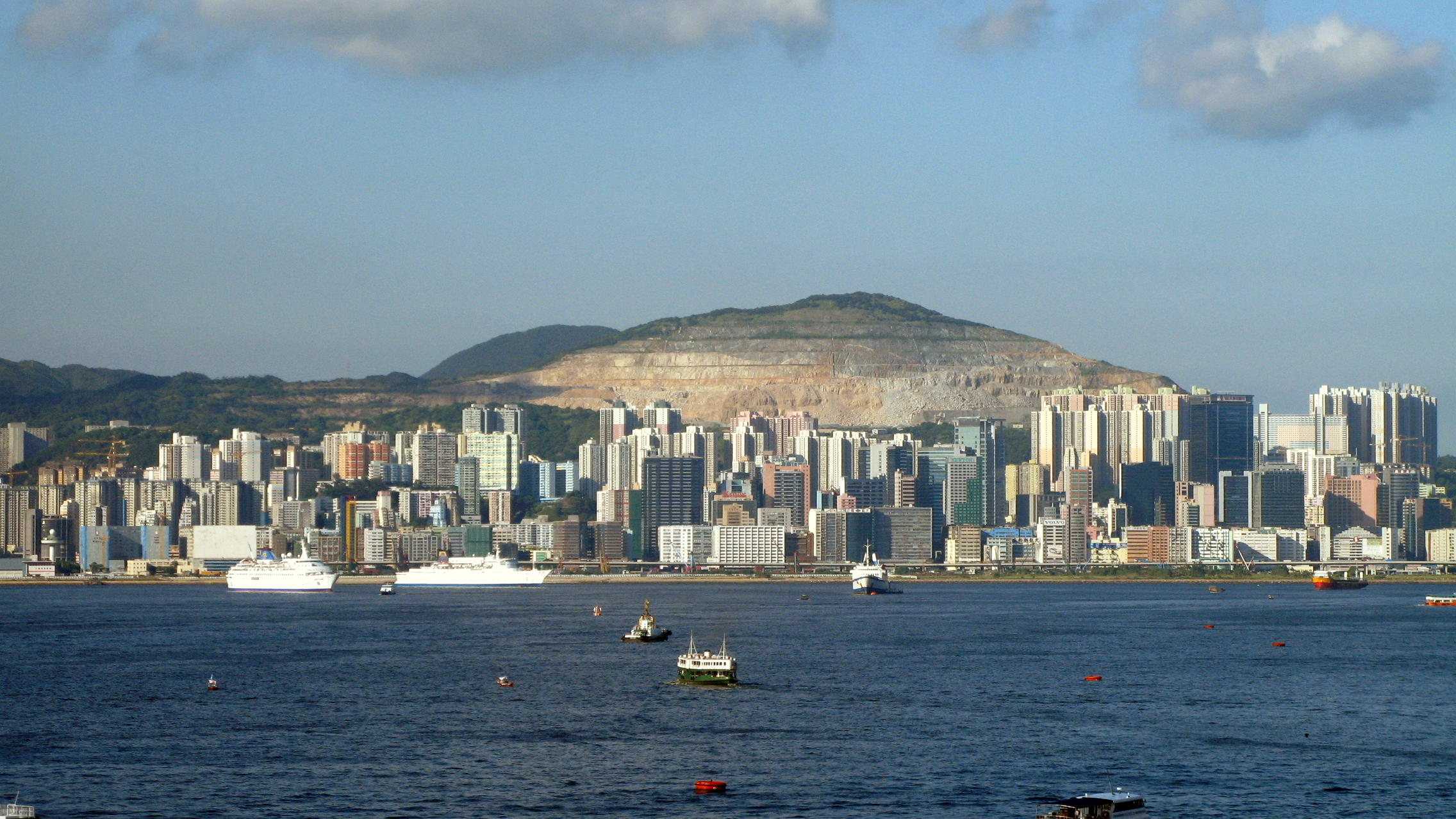
遠觀安達臣道石礦場

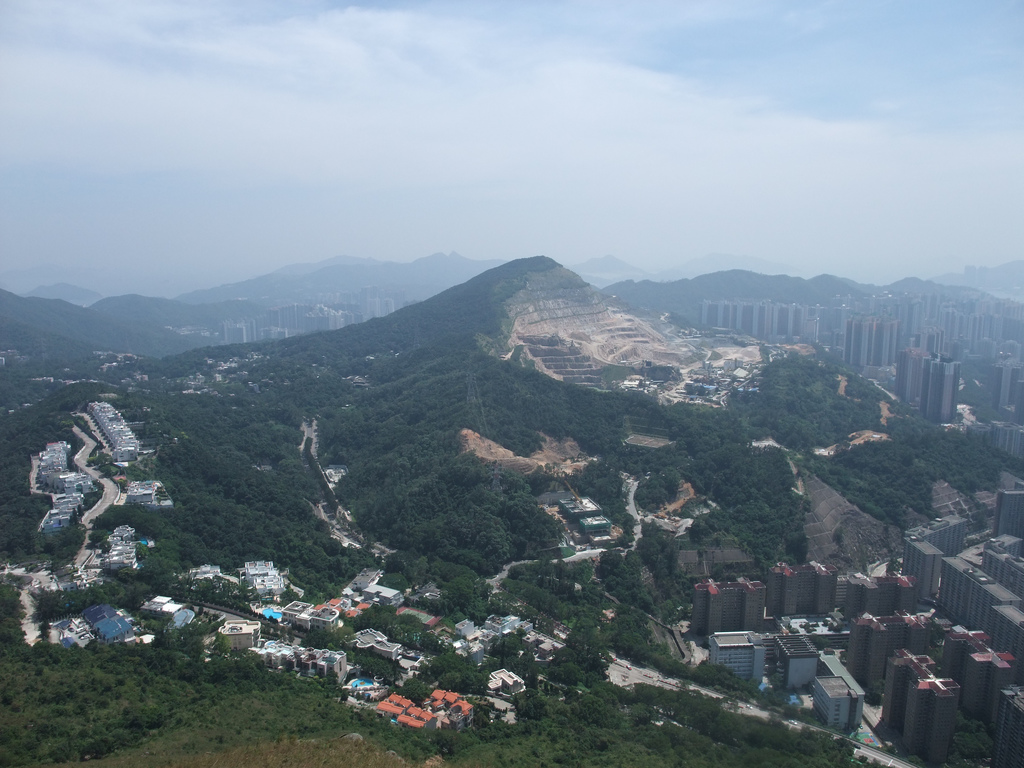
遠觀安達臣道石礦場（2011年）

安達臣道石礦場（英語：Anderson Road Quarry）是香港一座主要的石礦場，位於新界西貢區大上托之西南山脊，面積達86公頃，以其鄰近道路安達臣道命名。安達臣道石礦場於1956年起投產，原訂至2013年12月停止運作。及後，由於石礦場須處理鄰近安達臣道發展計劃產生的岩石，因而延遲4年關閉。嘉華集團旗下的大亞石業於1964年以1.64億元投得此石礦場一半經營權，成為香港首間取得採礦牌照的公司，並於1978年將石礦場擴展至大上托另一半山坡；及後，大亞石業於1977年改組為安達臣大亞（今友盟建材）；至1979年，嘉華退出安達臣大亞，改由安達臣大亞與嘉華建材合營的「嘉安石礦有限公司」負責經營礦場。經營半個世紀後，嘉安石礦於2017年7月26日將石礦場交回政府，而相關設施亦已於2018年3-5月間被拆卸，並正發展為2.5萬人口的社區。

## 2010年代以後的發展
規劃署於2011年研究將安達臣道石礦場平整出一個面積約40公頃的平台發展成住宅區。為了解決觀塘區內長年缺乏私人房屋供應和區內房屋租合的比例，規劃處建議將私人房屋及資助房屋的比例訂為80:20。
發展局於2012年6月下旬至9月下旬，進行第二階段諮詢。第一階段諮詢所接獲的建議則包括發展一個綠色及可持續發展的社區。按當時計劃，此土地將提供約6920個私人單位，以及1730個資助房屋單位，共容納到25000人。此外，更將以石礦公園作為綠化的焦點。
2013年2月，發展局向立法會提交最終建議發展大綱圖，當中建議增加地積比率和建築物高度。
土木工程拓展署就最終建議發展大綱圖進行工程可行性研究，已於2014年初完成。而土地平整、道路及基礎建設亦已在石礦承辦商在2017年7月27日交還用地後展開。

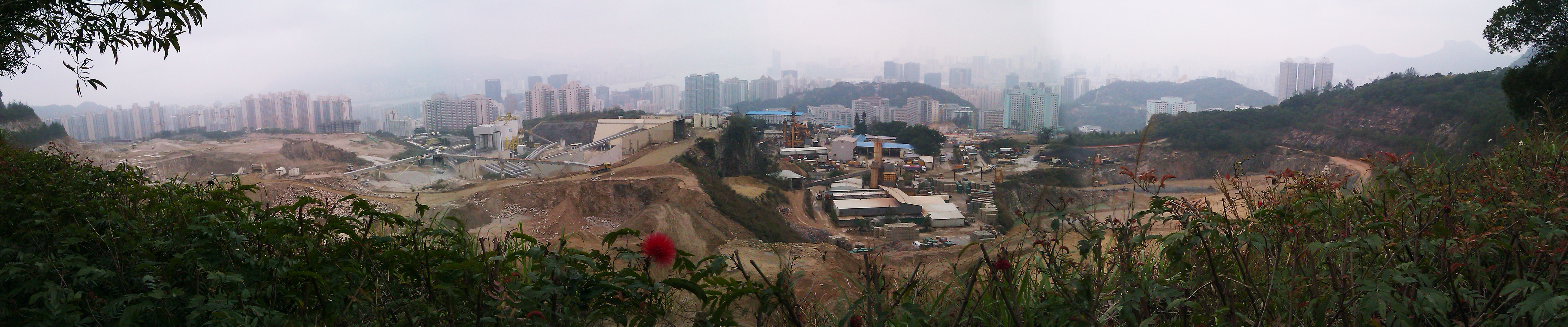
安達臣道石礦場全景圖

## 資料來源
1. ↑  九龍安達臣道及南丫索罟灣 增兩所石礦場 港府邀請外國公司參與投標 促使市場上產生較強競爭力.《華僑日報》，1978年1月4日.
2. ↑  . 香港01. 2017-07-26  [2021-06-02]. （原始内容存档于2021-06-02）.
3. ↑  . 香港政府新聞公報. 2011-08-30  [2012-11-06]. （原始内容存档于2019-10-21）.
4. ↑  . 香港電台. 2012-06-19  [2012-11-06]. （原始内容存档于2016-03-16）.
5. ↑  石礦場建屋住二萬五千人 （页面存档备份，存于），《東方日報》，2013年2月22日

## 外部連結
22°19′26″N 114°14′03″E / 22.3238°N 114.2342°E